# 포르미아의 에라스무스

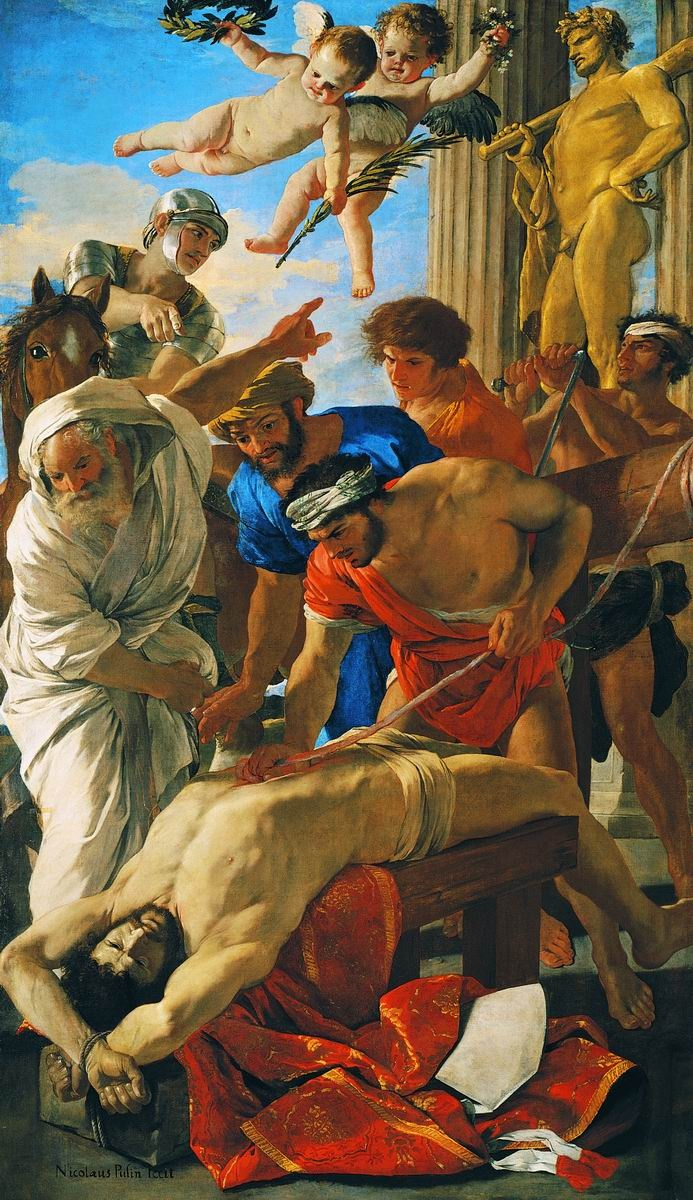
성 에라스무스

에라스무스(Erasmus, ? - 303년)는 3세기-4세기 이탈리아 포르미아의 주교로, 14성인 가운데 한 사람이다. 엘모(Elmo)라고도 부른다. 로마 가톨릭의 성인. 축일은 6월 2일. 에라스무스는 그리스어 형용사 에라스미오스의 라틴 파생어로 ‘바람직한’ 또는 ‘사랑스러운’이라는 뜻이다. 상징물은 못·양묘기·까마귀이며, 지중해 선원의 수호 성인이다.

## 행적
에라스무스는 안티오키아 출신으로 로마 황제 디오클레티아누스 때 그리스도인에 대한 박해를 피해 레바논 산 속에 숨었다. 그는 그곳에서 7년 동안 독수생활을 하면서 까마귀가 물어다주는 음식으로 연명했다. 숨어 지내던 그는 발각되어 체포되었으며 디오클레티아누스 황제의 관리들에 의해 매질당하고 불타는 석탄 속에서 고문을 당했다. 감옥에 투옥된 그는 천사의 도움으로 감옥을 빠져나와 일리리쿰까지 안전하게 피신할 수 있었다. 그곳에서 에라스무스는 기독교 신앙을 전파하고 많은 사람들을 개종시켰다. 그러나 그는 다시 체포되어 앙묘기(권양기)로 배에서 내장을 뽑아내는 고문을 당했으며 마침내 처형되었다. 그러한 연유로 복통을 치료하는 성인이 되었다.
항해자의 수호성인이기도 한 에라스무스는 불을 밝힌 일곱 개의 초를 들고 스스로 모습을 나타냄으로써 선원들에게 위험이 끝났음을 알려주는 신호를 보내주었다고 한다.

## 같이 보기
- 세인트 엘모의 불